# Kuplin

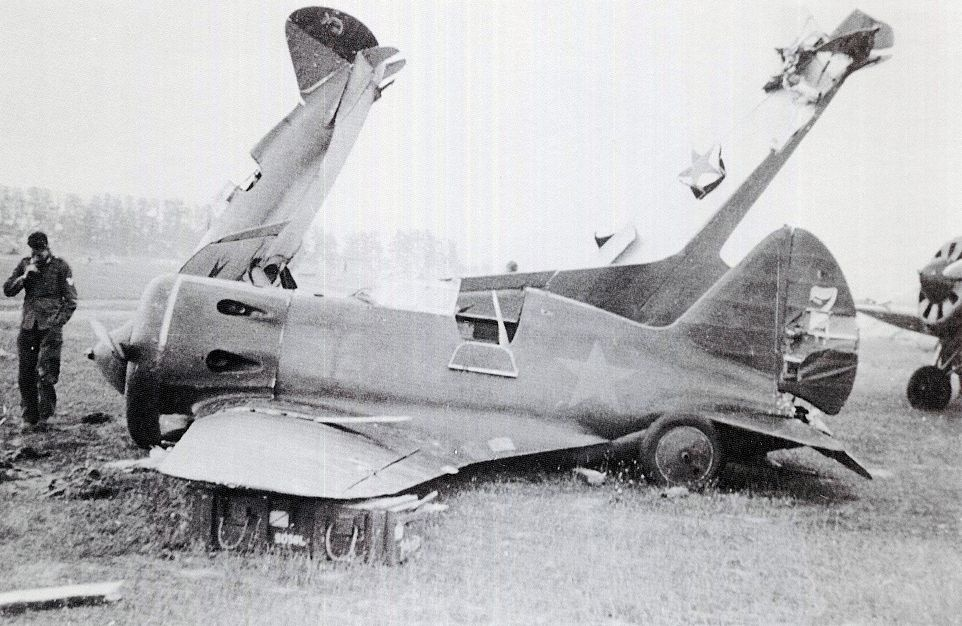
Zniszczone radzieckie myśliwce Polikarpow I-16 na prużańskim lotnisku w 1941 roku

Kuplin (błr. Куплін; ros. Куплин) – wieś na Białorusi, w rejonie prużańskim obwodu brzeskiego, około 4 km na wschód od Prużany.

## Historia
Pierwsze wzmianki o Kuplinie pochodzą z I połowy XVI wieku, kiedy należał do księstwa kobryńskiego, które weszło wkrótce w skład województwa podlaskiego, a później brzeskolitewskiego Rzeczypospolitej.
Wieś szlachecka położona była w końcu XVIII wieku powiecie brzeskolitewskim województwa brzeskolitewskiego.
Po III rozbiorze Polski w 1795 roku Kuplin znalazł się na terenie powiatu prużańskiego, należącego do guberni słonimskiej (1796), litewskiej (1797–1801), a później grodzieńskiej (1801–1915) Imperium Rosyjskiego.
Obszerne dobra Kuplin zostały stosunkowo wcześnie podzielone na kilka majątków. Słownik geograficzny Królestwa Polskiego w tomach wydanych w latach 1883–1902 wymienia:
- Kuplin, dwór wieś i dobra (wieś ma 386 dziesięcin ziemi włościańskiej i 65 dziesięcin cerkiewnych)[6]
- Kuplin Stary, dobra[7]:
  - Moraczewskich (382 dziesięciny)[6],
  - Kraszewskich[5]
- Kuplin Nowy, dobra:
  - w części Korsaków (424 dziesięciny)[6], później własność rodziny Zadarnowskich,
  - w części Denizów (95 dziesięcin)[6], zwana też Borek[6][8].

Po ustabilizowaniu się granicy polsko-radzieckiej w 1921 roku Kuplin wrócił do Polski, należał do gminy Mikitycze (wraz z folwarkiem Kupiln Nowy, natomiast folwark Kuplin Stary należał do gminy Noski), a od 1926 roku był w gminie Prużana powiatu prużańskiego województwa poleskiego, od 1945 roku – w ZSRR, od 1991 roku – na terenie Republiki Białorusi.
Na mapie (P38_S39_PRUŻANA 1:100 000) wydanej przez Wojskowy Instytut Geograficzny w 1931 roku widoczne są:
- wieś Kuplin
- około 3 km na północny wschód od Kuplina – obszerny park i dwór Kuplin Stary, niepopodal dwie kaplice: katolicka i prawosławna, cmentarzyk (w miejscu kościoła z 1834 roku)
- około 1 km na północ od Kuplina – dwór Kuplin Nowy, kilkaset metrów na wschód – kilka zabudowań kolonii Kuplin Nowy
- około 2 km na południowy wschód od Kuplina – folwark Borek z kilkoma domami.

W latach 30. XX wieku polski rząd wykupił od pani Zadarnowskiej (właścicielki Nowego Kuplina) tereny między Kuplinem a pobliskim folwarkiem Kuliki (Кулікі, 2 km na północ od Nowego Kuplina) i w 1937 roku oddano tu do użytku wojskowe lotnisko. Po agresji ZSRR na Polskę lotnisko zostało przejęte w 1939 roku na potrzeby Armii Czerwonej. W grudniu 1939 roku ponownie je uruchomiono. Okoliczni mieszkańcy byli zmuszani do pracy i kontrybucji na jego rzecz. 22 czerwca 1941 roku Niemcy zbombardowali lotnisko i wszystkie radzieckie samoloty stojące w jednym rzędzie. Po tygodniu zaadaptowali lotnisko do potrzeb Luftwaffe. Okoliczni mieszkańcy ponownie byli zmuszani do pracy na rzecz lotniska.
Na dzisiejszych zdjęciach lotniczych nie ma śladu po lotnisku, Starym Kuplinie, kolonii Kuplin Nowy i po Borku. Miejsce, w którym stał dwór Kuplin Nowy, zostało wchłonięte przez Kuplin.

## Stary Kuplin
Dobra te co najmniej od początku XVII wieku należały do rodziny Buchowieckich herbu Drogosław. Według innych źródeł Stary Kuplin należał w XVII wieku do Wereszczaków. Późniejszymi właścicielami byli Moraczewscy i Kraszewscy herbu Jastrzębiec.
Pierwszym dziedzicem Starego Kuplina z rodu Kraszewskich był Jan (1789–1864), syn Kajetana (1753–1793), chorąży prużański. Jan Kraszewski był ojcem pięciorga dzieci, w tym znanego pisarza Józefa Ignacego Kraszewskiego, który spędził dzieciństwo w pobliskim Dołhem, również kupionym przez Jana.
Dalsza historia Starego Kuplina jest opisywana na dwa różne sposoby:
- Aftanazy[10] utrzymuje, że Stary Kuplin był do 1939 roku we władaniu Kraszewskich. Po Janie Kraszewskim Dołhe i Stary Kuplin miał odziedziczyć jeden z jego synów, Lucjan (1820–1892), jednak w związku z jego aresztowaniem w czasie powstania styczniowego za wspieranie powstania, przechowywanie powstańców i broni, majątkiem zajął się jego brat Kajetan (1827–1896, zmarł w Starym Kuplinie), literat, muzyk i astronom, który odziedziczył po ojcu również inne majątki. Pierworodnym synem Kajetana był Władysław, jednak w związku z tym, że za młodu utonął w Dźwinie[11], kolejnym właścicielem został kolejny syn Kajetana, Bogusław (1857–1916). Ostatnimi właścicielami majątku, do 1939 roku, byli dwaj synowie Kajetana: Jan Kajetan (ur. w 1894 roku) i Mieczyław Antoni (ur. w 1900[12] albo 1909[10] roku). Słownik geograficzny Królestwa Polskiego (w IV tomie wydanym w 1883 roku)[5] wymienia Kajetana Kraszewskiego jako właściciela części tych dóbr; w XV tomie, wydanym w 1902 roku, Kraszewscy nie są wymienieni jako właściciele, natomiast są wymienieni Moraczewcy[6];
- Fiedoruk[11] twierdzi, że Kraszewscy utracili majątek przed 1857 rokiem, kiedy to jego właścicielem był już Seweryn Moraczewski (1822–1874), a po nim jego starszy syn, Tadeusz (1856–1936). Moraczewscy władali majątkiem do 1939 roku. Dokumenty z lat 30. XX wieku zdają się potwierdzać wersję, że Moraczewscy byli właścicielami majątku[13].

Najprawdopodobniej obie wersje są częściowo prawdziwe. Otóż pierwszy dziedzic Starego Kuplina, Jan Kraszewski oraz Kazimierz Moraczewski herbu Cholewa (zm. w 1834 roku, możliwe że po jego śmierci Jan Kraszewski ufundował niżej wymienioną kaplicę) byli szwagrami: Jan Kraszewski poślubił Zofię Malską herbu Nałęcz (1791–1859), a Kazimierz Moraczewski ożenił się z jej młodszą siostrą Konstancją (1800–1863). Seweryn Moraczewski był synem Kazimierza i Konstancji. Najprawdopodobniej obie rodziny mieszkały w jednym majątku, którego własność przeszła w XIX wieku z Kraszewskich na Moraczewskich.

### Nieistniejące/zrujnowane budynki
Dwór Kraszewskich, wybudowany przed 1840 rokiem był skromnym, drewnianym, parterowym dworem postawionym na planie prostokąta. Na środku frontowej elewacji znajdował się ganek obrośnięty dzikim winem. Dom przykrywał gładki, czterospadowy dach gontowy. Dwór był otoczony ogrodem, przed domem wytyczono wielki gazon. Budynek został zniszczony po 1939 roku. W folwarku zachował się jedynie popadający w ruinę budynek gospodarczy na siano (świreń). W czasach radzieckich w zabudowaniach dworu urządzono kołchoz zajmujący się hodowlą świń, w związku z czym wyburzono wszystkie budynki, poza powyższym składem. Park miał powierzchnię około 7 ha, ozdobna sadzawka obecnie całkowicie zarosła.
Kaplica grobowa Moraczewskich wybudowana po 1900 roku została zniszczona po 1939 roku.
Kościół/Cerkiew Niepokalanego Poczęcia NMP pochodziła z 1834 roku, została ufundowana przez Jana Kraszewskiego w stylu empire i zbudowana na rozstaju dróg. Nie jest jasne, czy początkowo służyła jako cerkiew unicka czy od razu była kościołem katolickim pw. Niepokalanego Poczęcia NMP. Po zniesieniu unii w 1839 roku był to kościół katolicki. Po upadku powstania styczniowego świątynia została zamknięta i przekształcona w cerkiew prawosławną pw. Wniebowstąpienia NMP. Za czasów radzieckich cerkiew została zamknięta i obrabowana. Zachowała się ruina jej budynku i jej dzwonnicy. Obecnie ruina ta jest uznawana za jedyny empirowy budynek w rejonie prużańskim.
Stary Kuplin i wszystkie wymienione nieistniejące lub zrujnowane budynki znajdują się obecnie administracyjnie na terenie sąsiedniej wsi Kruhłe (Круглае).
Majątek w Starym Kuplinie jest opisany w 2. tomie Dziejów rezydencji na dawnych kresach Rzeczypospolitej Romana Aftanazego.

## Nowy Kuplin
Nowy Kuplin w 1861 roku należał do Jana Korsaka (ur. w 1843 roku). Po nim majątek odziedziczyła jego najstarsza córka Józefa Zadarnowska, a młodsze córki (Anna Tukalska-Nielubowicz i Nina Janina Dziekońska) zostały spłacone gotówką (po 3833 ruble). W 1939 roku Nowy Kuplin był własnością Heleny Zadarnowskiej-Jucewicz.
Na przełomie XIX i XX wieku Zadarnowscy zbudowali w majątku dwór. Po siedzibie Zadarnowskich pozostała jedynie długa aleja wjazdowa. Możliwe, że dwór został zniszczony dopiero w latach 70. XX wieku.